# Оррін Апшоу
Оррін Томас Апшоу (англ. Orrin Thomas Upshaw) — американський легкоатлет, срібний призер Олімпійських ігор 1904 року з перетягування канату.
На III літніх Олімпійських іграх у Сент-Луїсі (США) у складі команди «Southwest Turnverein of Saint Louis № 1» посів друге місце в змаганнях з перетягування канату.